# Glycerol-Kinase-Mangel
Der Glycerol-Kinase-Mangel ist eine angeborene Störung des Glycerin-Stoffwechsels und ihre klinische Manifestation.
Synonyme sind: Hyperglyzerinämie; Hyperglycerolämie; ATP-Glycerol-3-Phosphotransferase Defizienz
Die Erstbeschreibung erfolgte im Jahre 1977 durch E.R.B. McCabe und Mitarbeiter.

## Formen
Folgende Formen können unterschieden werden:
- Glycerol-Kinase-Mangel, isolierter[4]
- Glycerol-Kinase-Mangel, infantiler[5]
- Glycerol-Kinase-Mangel, juveniler[6]
- Glycerol-Kinase-Mangel, adulter[7]

### Isolierter Glycerol-Kinase-Mangel
Die Häufigkeit ist nicht bekannt, die Vererbung erfolgt  X-chromosomal-rezessiv.
Der Erkrankung liegen Mutationen im GK-Gen an der Location Xp21.2 zugrunde.
Klinische Kriterien sind:
- Wachstumsverzögerung
- Geistige Behinderung
- Osteoporose mit Frakturneigung

Mitunter besteht eine Kombination mit progressiver Muskeldystrophie und angeborener Nebennierenhypoplasie.

## Untersuchungsmethoden
Freies Glycerin ist in Urin und Blutserum erhöht nachweisbar.

## Diagnose
Die Diagnosestellung ist bereits pränatal möglich.

## Differentialdiagnose
Abzugrenzen ist u. a. das Snyder-Robinson-Syndrom.